# 17º Congresso degli Stati Uniti d'America
Il 17º Congresso degli Stati Uniti d'America, formato dal Senato e dalla Camera dei rappresentanti, si è riunito a Washington, D.C. presso il Campidoglio dal 4 marzo 1821 al 4 marzo 1823. Riunitosi durante il quinto e il sesto anno della presidenza di James Monroe, questo Congresso ha visto confermata la maggioranza del Partito Democratico-Repubblicano sia al Senato che alla Camera.

## Contesto ed eventi importanti
Il 17º Congresso vide ormai la quasi scomparsa del Partito federalista, ma allo stesso la nascita di una nuova linea di demarcazione tra i membri del Congresso, ovvero tra quelli degli stati schiavisti del Sud e quelli abolizionisti del Nord: una divisione che, però, esprimeva anche una differente struttura socioeconomica dei due gruppi di stati (più arretrato, agricolo e ad alto impiego di manodopera servile il Sud, mentre più evoluto in senso capitalistico il Nord) e che si affermò sempre più con evidenza fino allo scoppio della guerra civile.

### Cronologia
- 5 marzo 1821 - Incomincia ufficialmente il secondo mandato di James Monroe alla presidenza degli Stati Uniti.
- 10 luglio 1821 - In accordo con il trattato stipulato nel 1819, la Florida passa ufficialmente nelle mani degli Stati Uniti.
- 10 agosto 1821 - In accordo con il compromesso omonimo, il Missouri viene ammesso come 24º stato dell'Unione.
- 3 settembre 1821 - Un violento uragano colpisce la città di New York. L'isola di Manhattan ne risulta quasi completamente allagata[1].
- 16 novembre 1821 - Il soldato e pioniere William Becknell conduce per la prima volta una carovana di coloni lungo una pista che conduce dal fiume Missouri fino alla città di Santa Fe. Viene così inaugurata la prima via di comunicazione che mette in collegamento gli Stati Uniti centrali e il Messico, che da poco avevano conquistato la loro indipendenza dal regno di Spagna.
- 30 marzo 1822 - La Florida orientale e la Florida occidentale vengono unite formando il Territorio della Florida.
- 25 aprile 1822 - Un gruppo di schiavi liberati afroamericani fonda in Africa la città di Monrovia (Liberia).
- 2 luglio 1822 - Denmark Vesey, un carpentiere afroamericano ed esponente della comunità metodista afroamericana, viene impiccato con l'accusa di aver pianificato una rivolta di schiavi a Charleston (Carolina del Sud) per poi trovare rifugio con gli schiavi liberati ad Haiti (che da poco aveva conquistato la loro indipendenza al comando di Toussaint Loverture).
- 30 settembre 1822 - Joseph Marion Hernández, nominato delegato del Territorio della Florida, diventa il primo membro del Congresso di origine ispanica.
- 9 novembre 1822 - Nell'ambito delle operazioni navali antipirateria nelle acque dei Caraibi, la USS Alligator ingaggia contro tre navi pirate al largo dell'isola di Cuba.

## Stati ammessi e territori organizzati
- 10 agosto 1821: Il Missouri viene ammesso come 24º stato dell'Unione.
- 30 marzo 1822: Viene ufficializzata la creazione del Territorio della Florida.

## Partiti

### Senato
Durante questo Congresso sono stati aggiunti 2 seggi in rappresentanza del nuovo stato del Missouri.
|                               | Partiti         | Partiti |         |   |
| ----------------------------- | --------------- | ------- | ------- | - |
|                               |                 |         |         |   |
| Democratico-Repubblicano (DR) | Federalista (F) | Totali  | Vacanti |   |
| Congresso precedente          | 38              | 8       | 46      | 0 |
|                               |                 |         |         |   |
| Inizio                        | 39              | 4       | 43      | 3 |
| Fine                          | 43              | 4       | 47      | 1 |
| % Fine                        | 91,5%           | 8,5%    |         |   |
|                               |                 |         |         |   |
| Inizio Congresso successivo   | 42              | 3       | 45      |   |

### Camera dei rappresentanti
Con questo Congresso sono stati trasferiti 6 seggi dal Massachusetts al nuovo stato del Maine (1 seggio era già stato trasferito nel Congresso precedente), mentre è stato aggiunto 1 seggio per il nuovo stato del Missouri.
|                             | Partiti                       | Partiti         |        |         |
| --------------------------- | ----------------------------- | --------------- | ------ | ------- |
|                             |                               |                 |        |         |
|                             | Democratico-Repubblicano (DR) | Federalista (F) | Totali | Vacanti |
| Congresso precedente        | 159                           | 24              | 183    | 3       |
|                             |                               |                 |        |         |
| Inizio                      | 150                           | 31              | 181    | 5       |
| Fine                        | 154                           | 31              | 185    | 2       |
| % Fine                      | 83,2%                         | 16,8%           |        |         |
|                             |                               |                 |        |         |
| Inizio Congresso successivo | 188                           | 24              | 212    | 1       |

## Leadership

### Senato
- Il presidente del Senato Daniel D. Tompkins.Presidente: Daniel D. Tompkins (DR)

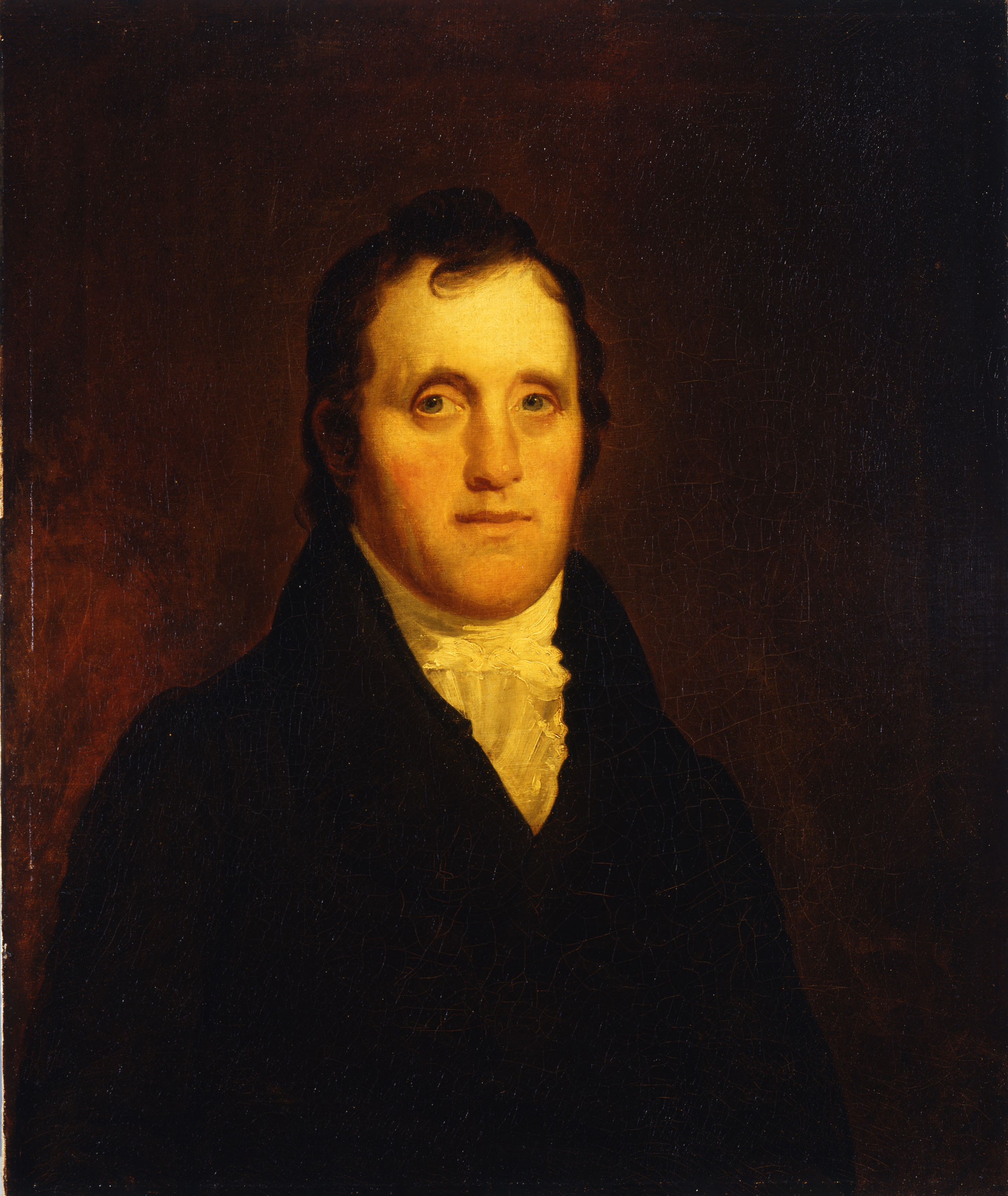
Il presidente del Senato Daniel D. Tompkins.

- Presidente pro tempore: John Gaillard (DR), dal 25 gennaio 1820

### Camera dei rappresentanti
- Speaker: Philip P. Barbour (DR), dal 4 dicembre 1821

## Membri

### Senato
I senatori sono eletti ogni due anni e ad ogni Congresso ne viene rinnovato un terzo. Prima del nome di ogni senatore viene indicata la "classe", ovvero il ciclo di elezioni in cui è stato eletto. Nel 17º Congresso furono sottoposti ad elezione i senatori di classe 2.
Alabama
- 2. William R. King (DR), dal 14 dicembre 1819
- 3. John W. Walker (DR), fino al 12 dicembre 1822
  - William Kelly (DR), dal 12 dicembre 1822

Carolina del Nord
- 2. Montfort Stokes (DR)
- 3. Nathaniel Macon (DR)

Carolina del Sud
- 2. William Smith (DR)
- 3. John Gaillard (DR)

Connecticut
- 1. Elijah Boardman (DR)
- 3. James Lanman (DR)

Delaware
- 1. Caesar A. Rodney (DR), dal 24 gennaio 1822 al 29 gennaio 1823
  - seggio vacante, dal 29 gennaio 1823
- 2. Nicholas Van Dyke (F)

Georgia
- 2. Freeman Walker (DR), fino al 6 agosto 1821
  - Nicholas Ware (DR), dal 10 novembre 1821
- 3. John Elliott (DR)

Illinois
- 2. Jesse B. Thomas (DR)
- 3. Ninian Edwards (DR)

Indiana
- 1. James Noble (DR)
- 3. Waller Taylor (DR)

Kentucky
- 2. Richard M. Johnson (DR)
- 3. Isham Talbot (DR)

Louisiana
- 2. Henry Johnson (DR)
- 3. James Brown (DR)

Maine
- 1. John Holmes (DR)
- 2. John Chandler (DR)

Maryland
- 1. William Pinkney (DR), fino al 25 febbraio 1822
  - Samuel Smith (DR), dal 17 dicembre 1822
- 3. Edward Lloyd (DR)

Massachusetts
- 1. Elijah H. Mills (F)
- 2. Harrison Gray Otis (F), dal 30 maggio 1822
  - James Lloyd (F), dal 5 giugno 1822

Mississippi
- 1. David Holmes (DR)
- 2. Thomas H. Williams (DR)

Missouri
- 1. Thomas H. Benton (DR), dal 10 agosto 1821
- 3. David Barton (DR), dal 10 agosto 1821

New Hampshire
- 2. David L. Morril (DR)
- 3. David F. Parrott (DR)

New Jersey
- 1. Samuel L. Southard (DR)
- 2. Mahlon Dickerson (DR)

New York
- 1. Martin Van Buren (DR)
- 3. Rufus King (F)

Ohio
- 1. Benjamin Ruggles (DR)
- 3. William A. Trimble (DR), fino al 13 dicembre 1822
  - Ethan Allen Brown (DR), dal 3 gennaio 1822

Pennsylvania
- 1. William Findlay (DR), dal 10 dicembre 1821
- 3. Walter Lowrie (DR)

Rhode Island
- 1. James DeWolf (DR)
- 2. Nehemiah R. Knight (DR)

Tennessee
- 1. John Eaton (DR), dal 27 settembre 1821
- 2. John Williams (DR)

Vermont
- 1. Horatio Seymour (DR)
- 3. William A. Palmer (DR)

Virginia
- 1. James Barbour (DR)
- 2. James Pleasants (DR), fino al 15 dicembre 1822
  - John Taylor (DR), dal 18 dicembre 1822

### Camera dei rappresentanti

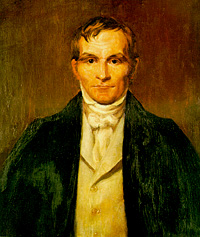
Lo speaker della Camera dei rappresentanti, Philip P. Barbour.

Nell'elenco, prima del nome del membro, viene indicato il distretto elettorale di provenienza o se quel membro è stato eletto in un collegio unico (at large).
Alabama
- At-large. Gabriel Moore (DR)

Carolina del Nord
- 1. Lemuel Sawyer (DR)
- 2. Hutchins G. Burton (DR)
- 3. Thomas H. Hall (DR)
- 4. William S. Blackledge (DR)
- 5. Charles Hooks (DR)
- 6. Weldon N. Edwards (DR)
- 7. Archibald McNeill (F)
- 8. Josiah Crudup (DR)
- 9. Romulus M. Saunders (DR)
- 10. John Long (DR)
- 11. Henry W. Connor (DR)
- 12. Felix Walker (DR)
- 13. Lewis Williams (DR)

Carolina del Sud
- 1. Joel R. Poinsett (DR)
- 2. William Lowndes (DR), dall'8 maggio 1822
  - James Hamilton, Jr. (DR), dal 13 dicembre 1822
- 3. Thomas R. Mitchell (DR)
- 4. James Overstreet (DR), fino al 24 maggio 1822
  - Andrew R. Govan (DR), dal 4 dicembre 1822
- 5. Starling Tucker (DR)
- 6. George McDuffie (DR)
- 7. John Wilson (DR)
- 8. Joseph Gist (DR)
- 9. James Blair (DR), fino all'8 maggio 1822
  - John Carter (DR), dall'11 dicembre 1822

Connecticut
- At-large. Noyes Barber (DR)
- At-large. Daniel Burrows (DR)
- At-large. Henry W. Edwards (DR)
- At-large. John Russ (DR)
- At-large. Ansel Sterling (DR)
- At-large. Ebenezer Stoddard (DR)
- At-large. Gideon Tomlinson (DR)

Delaware
- At-large. Louis McLane (F)
- At-large. Caesar A. Rodney (DR), fino al 24 gennaio 1822
  - Daniel Rodney (F), dal 1º ottobre 1822

Georgia
- At-large. Joel Abbott (DR)
- At-large. Alfred Cuthbert (DR)
- At-large. George R. Gilmer (DR)
- At-large. Robert R. Reid (DR)
- At-large. Edward F. Tattnall (DR)
- At-large. Wiley Thompson (DR)

Illinois
- At-large. Daniel P. Cook (DR)

Indiana
- At-large. William Hendricks (DR), fino al 25 luglio 1822
  - Jonathan Jennings (DR), dal 2 dicembre 1822

Kentucky
- 1. David Trimble (DR)
- 2. Samuel H. Woodson (DR)
- 3. John T. Johnson (DR)
- 4. Thomas Metcalfe (DR)
- 5. Anthony New (DR)
- 6. Francis Johnson (DR)
- 7. George Robertson (DR), fino al 1821
  - John S. Smith (DR), dal 6 agosto 1821
- 8. Wingfield Bullock (DR), fino al 13 ottobre 1821
  - James D. Breckinridge (DR), dal 21 novembre 1821
- 9. Thomas Montgomery (DR)
- 10. Benjamin Hardin (DR)

Louisiana
- At-large. Josiah S. Johnston (DR)

Maine
- 1. Joseph Dane (F)
- 2. Ezekiel Whitman (F), fino al 1º giugno 1822
  - Mark Harris (DR), dal 2 dicembre 1822
- 3. Mark L. Hill (DR)
- 4. William D. Williamson (DR)
- 5. Ebenezer Herrick (DR)
- 6. Joshua Cushman (DR)
- 7. Enoch Lincoln (DR)

Maryland
- 1. Raphael Neale (F)
- 2. Joseph Kent (DR)
- 3. Henry R. Warfield (F)
- 4. John Nelson (DR)
- 5. Peter Little (DR)
- 5. Samuel Smith (DR), fino al 17 dicembre 1822
  - Isaac McKim (DR), dal 4 gennaio 1823
- 6. Jeremiah Cosden (DR), fino al 19 marzo 1822
  - Philip Reed (DR), dal 19 marzo 1822
- 7. Robert Wright (DR)
- 8. Thomas Bayfly (F)

Massachusetts
- 1. Benjamin Gorham (DR)
- 2. Gideon Barstow (DR)
- 3. Jeremiah Nelson (F)
- 4. Timothy Fuller (DR)
- 5. Samuel Lathrop (F)
- 6. Samuel C. Allen (F)
- 7. Henry W. Dwight (F)
- 8. Aaron Hobart (DR)
- 9. John Reed, Jr. (F)
- 10. Francis Baylies (F)
- 11. Jonathan Russell (DR)
- 12. Lewis Bigelow (F)
- 13. William Eustis (DR)

Mississippi
- At-large. Christopher Rankin (DR)

Missouri
- At-large. John Scott (DR), dal 10 agosto 1821

New Hampshire
- At-large. Josiah Butler (DR)
- At-large. Matthew Harvey (DR)
- At-large. Aaron Matson (DR)
- At-large. William Plumer, Jr. (DR)
- At-large. Nathaniel Upham (DR)
- At-large. Thomas Whipple, Jr. (DR)

New Jersey
- At-large. Ephraim Bateman (DR)
- At-large. George Cassedy (DR)
- At-large. Lewis Condict (DR)
- At-large. George Holcombe (DR)
- At-large. James Matlack (DR)
- At-large. Samuel Swan (DR)

New York
- 1. Cadwallader D. Colden (F), dal 12 dicembre 1821
- 1. Silas Wood (F)
- 2. Churchill C. Cambreleng (DR)
- 2. John J. Morgan (DR)
- 3. Jeremiah H. Pierson (DR)
- 4. William W. Van Wyck (DR)
- 5. Walter Patterson (F)
- 6. Selah Tuthill (DR), fino al 7 settembre 1821
  - Charles Borland, Jr. (DR), dal 3 dicembre 1821
- 7. Charles H. Ruggles (F)
- 8. Richard McCarty (DR)
- 9. Solomon Van Rensselaer (F), fino al 14 gennaio 1822
  - Stephen Van Rensselaer (F), dal 12 marzo 1822
- 10. John D. Dickinson (F)
- 11. John W. Taylor (DR)
- 12. Nathaniel Pitcher (DR)
- 12. Reuben H. Walworth (DR)
- 13. John Gebhard (DR)
- 14. Alfred Conkling (DR)
- 15. Samuel Campbell (DR)
- 15. James Hawkes (DR)
- 16. Joseph Kirkland (F)
- 17. Thomas H. Hubbard (DR)
- 18. Micah Sterling (F)
- 19. Elisha Litchfield (DR)
- 20. William B. Rochester (DR)
- 20. David Woodcock (DR)
- 21. Elijah Spencer (DR)
- 21. Albert H. Tracy (DR)

Ohio
- 1. Thomas R. Ross (DR)
- 2. John W. Campbell (DR)
- 3. Levi Barber (DR)
- 4. David Chambers (DR), dal 9 ottobre 1821
- 5. Joseph Vance (DR)
- 6. John Sloane (DR)

Pennsylvania
- 1. Samuel Edwards (F)
- 1. Joseph Hemphill (F)
- 1. William Milnor (F), fino all'8 maggio 1822
  - Thomas Forrest (F), dall'8 ottobre 1822
- 1. John Sergeant (F)
- 2. William Darlington (DR)
- 2. Samuel Gross (DR)
- 3. James Buchanan (F)
- 3. John Phillips (F)
- 4. James S. Mitchell (DR)
- 5. John Findlay (DR), dal 9 ottobre 1821
- 5. James McSherry (F)
- 6. Samuel Moore (DR), fino al 20 maggio 1822
  - Samuel D. Ingham (DR), dall'8 ottobre 1822
- 6. Thomas J. Rogers (DR)
- 7. Ludwig Worman (F), fino al 17 ottobre 1822
  - Daniel Udree (DR), dal 17 ottobre 1822
- 8. John Tod (DR)
- 9. John Brown (DR)
- 10. George Denison (DR)
- 10. Thomas Murray, Jr. (DR), dal 9 ottobre 1821
- 11. George Plumer (DR)
- 12. Thomas Patterson (DR)
- 13. Andrew Stewart (DR)
- 14. Henry Baldwin (DR), fino all'8 maggio 1822
  - Walter Forward (DR), dall'8 ottobre 1822
- 15. Patrick Farrelly (DR)

Rhode Island
- At-large. Job Durfee (DR)
- At-large. Samuel Eddy (DR)

Tennessee
- 1. John Rhea (DR)
- 2. John A. Cocke (DR)
- 3. Francis Jones (DR)
- 4. Robert Allen (DR)
- 5. Newton Cannon (DR)
- 6. seggio vacante

Vermont
- 1. Rollin C. Mallary (DR)
- 2. Phineas White (DR)
- 3. Charles Rich (DR)
- 4. Elias Keyes (DR)
- 5. Samuel C. Crafts (DR)
- 6. John Mattocks (DR)

Virginia
- 1. Edward B. Jackson (DR)
- 2. Thomas Van Swearingen (F), fino al 19 agosto 1822
  - James Stephenson (F), dal 28 ottobre 1822
- 3. Jared Williams (DR)
- 4. William McCoy (DR)
- 5. John Floyd (DR)
- 6. Alexander Smyth (DR)
- 7. William Smith (DR)
- 8. Charles F. Mercer (F)
- 9. William Lee Ball (DR)
- 10. Thomas L. Moore (DR)
- 11. Philip P. Barbour (DR)
- 12. Robert S. Garnett (DR)
- 13. Burwell Bassett (DR)
- 14. Jabez Leftwich (DR)
- 15. George Tucker (DR)
- 16. John Randolph (DR)
- 17. William S. Archer (DR)
- 18. Mark Alexander (DR)
- 19. James Jones (DR)
- 20. Arthur Smith (DR)
- 21. Thomas Newton, Jr. (DR)
- 22. Hugh Nelson (DR), fino al 14 gennaio 1823
  - seggio vacante, dal 14 gennaio 1823
- 23. Andrew Stevenson (DR)

#### Membri non votanti
Territorio dell'Arkansas
- James W. Bates

Territorio della Florida
- Joseph M. Hernández, dal 30 settembre 1822

Territorio del Michigan
- Solomon Sibley

Territorio del Missouri
- seggio vacante

## Cambiamenti nella rappresentanza

### Senato
| Stato (classe)    | Membro precedente       | Ragione del cambiamento                                                                                | Successore             | Data della successione      |
| ----------------- | ----------------------- | --- | ---------------------- | --------------------------- |
| Tennessee (1)     | Seggio vacante          | Il Congresso del Tennessee non è riuscito a rieleggere John Eaton (DR). Si sono tenute nuove elezioni. | John Eaton (DR)        | Eletto il 27 settembre 1821 |
| Pennsylvania (1)  | Seggio vacante          | Il seggio è rimasto vacante alla fine del precedente Congresso.                                        | William Findlay (DR)   | Eletto il 10 dicembre 1821  |
| Delaware (1)      | Seggio vacante          | Il seggio è rimasto vacante alla fine del precedente Congresso.                                        | Caesar A. Rodney (DR)  | Eletto il 24 gennaio 1822   |
| Georgia (2)       | Freeman Walker (DR)     | Walker si è dimesso il 6 agosto 1821.                                                                  | Nicholas Ware (DR)     | Eletto il 10 novembre 1821  |
| Missouri (1)      | Nuovo seggio            | Il Missouri è stato ammesso come nuovo stato dell'Unione.                                              | Thomas H. Benton (DR)  | Eletto il 10 agosto 1821    |
| Missouri (2)      | Nuovo seggio            | Il Missouri è stato ammesso come nuovo stato dell'Unione.                                              | David Barton (DR)      | Eletto il 10 agosto 1821    |
| Ohio (3)          | William A. Trimble (DR) | Trimble è deceduto il 13 dicembre 1821.                                                                | Ethan Allen Brown (DR) | Eletto il 3 gennaio 1822    |
| Maryland (1)      | William Pinkney (DR)    | Pinkney è deceduto il 25 febbraio 1822.                                                                | Samuel Smith (DR)      | Eletto il 17 dicembre 1822  |
| Massachusetts (2) | Harrison Gray Otis (F)  | Otis si è dimesso il 30 maggio 1822 dopo aver ottenuto la carica di sindaco di Boston.                 | James Lloyd (F)        | Eletto il 5 giugno 1822     |
| Alabama (3)       | John W. Walker (DR)     | Walker si è dimesso il 12 dicembre 1822 per motivi di salute.                                          | William Kelly (DR)     | Eletto il 12 dicembre 1822  |
| Virginia (2)      | James Pleasants (DR)    | Pleasants si è dimesso il 15 dicembre 1822 dopo essere stato eletto governatore della Virginia.        | John Taylor (DR)       | Eletto il 18 dicembre 1822  |
| Delaware (1)      | Caesar A. Rodney (DR)   | Rodney si è dimesso il 29 gennaio 1823 dopo aver accettato un incarico diplomatico.                    | Seggio vacante         |                             |

### Camera dei rappresentanti
| Distretto                         | Membro precedente          | Ragione del cambiamento | Successore                 | Data della successione        |
| --------------------------------- | -------------------------- | --- | -------------------------- | ----------------------------- |
| 6° Tennessee                      | Seggio vacante             | Il rappresentante eletto Henry Hunter Bryan non ha mai svolto la carica. | Seggio vacante             |                               |
| 4° Ohio                           | Seggio vacante             | Il rappresentante eletto John C. Wright si è dimesso il 3 marzo 1821 senza aver mai presso possesso del suo seggio. | David Chambers (DR)        | Insediato il 3 dicembre 1821  |
| 5° Pennsylvania                   | Seggio vacante             | Il rappresentante eletto James Duncan si è dimesso prima dell'inizio dei lavori di questo Congresso. | John Findlay (DR)          | Insediato il 12 dicembre 1821 |
| 10° Pennsylvania                  | Seggio vacante             | Il rappresentante eletto William Cox Ellis si è dimesso prima dell'inizio dei lavori di questo Congresso. | Thomas Murray, Jr. (DR)    | Insediato il 12 dicembre 1821 |
| 1° New York                       | Seggio vacante             | I requisiti soggettivi del rappresentante eletto Peter Sharpe sono stati contestati dal Segretario di stato di New York. Tuttavia Sharpe non ha mai preso possesso del suo seggio, che è stato assegnato al suo sfidante. | Cadwallader D. Colden (F)  | Insediato il 12 dicembre 1821 |
| 7° Kentucky                       | George Robertson (DR)      | Robertson si è dimesso prima dell'inizio dei lavori di questo Congresso. | John S. Smith (DR)         | Insediato il 3 dicembre 1821  |
| At-large Territorio del Missouri  | Seggio vacante             | Il Missouri è stato ammesso come nuovo stato dell'Unione il 10 agosto 1821. | Seggio vacante             |                               |
| At-large Missouri                 | Nuovo seggio               | Il Missouri è stato ammesso come nuovo stato dell'Unione il 10 agosto 1821. | John Scott (DR)            | Insediato il 3 dicembre 1821  |
| 6° New York                       | Seggio vacante             | Selah Tuthill (DR) è stato eletto prima dell'inizio dei lavori di questo Congresso ed è deceduto il 7 settembre 1821. | Charles Borland, Jr. (DR)  | Insediato il 3 dicembre 1821  |
| 8° Kentucky                       | Wingfield Bullock (DR)     | Bullock è deceduto il 13 ottobre 1821. | James D. Breckinridge (DR) | Insediato il 2 gennaio 1822   |
| 9° New York                       | Solomon Van Rensselaer (F) | Van Rensselaer si è dimesso il 14 gennaio 1822 per assumere la carica di direttore delle Poste ad Albany. | Stephen Van Rensselaer (F) | Insediato il 12 marzo 1822    |
| At-large Delaware                 | Caesar A. Rodney (DR)      | Rodney si è dimesso il 24 gennaio 1822 dopo essere stato eletto senatore. | Daniel Rodney (F)          | Insediato il 2 dicembre 1822  |
| 6° Maryland                       | Jeremiah Cosden (DR)       | L'elezione di Cosden è stata contestata da Reed. | Philip Reed (DR)           | Insediato il 19 marzo 1822    |
| 1° Pennsylvania                   | William Milnor (F)         | Milnor si è dimesso l'8 maggio 1822 dopo essersi candidato per la carica di sindaco di Philadelphia. | Thomas Forrest (F)         | Insediato il 2 dicembre 1822  |
| 14° Pennsylvania                  | Henry Baldwin (DR)         | Baldwin si è dimesso l'8 maggio 1822 | Walter Forward (DR)        | Insediato il 2 dicembre 1822  |
| 9° Carolina del Sud               | James Blair (DR)           | Blair si è dimesso l'8 maggio 1822. | John Carter (DR)           | Insediato l'11 dicembre 1822  |
| 2° Carolina del Sud               | William Lowndes (DR)       | Lowndes si è dimesso l'8 maggio 1822. | James Hamilton, Jr. (DR)   | Insediato il 6 gennaio 1823   |
| 6° Pennsylvania                   | Samuel Moore (DR)          | Moore si è dimesso il 20 maggio 1822. | Samuel D. Ingham (DR)      | Insediato il 2 dicembre 1822  |
| 4° Carolina del Sud               | James Overstreet (DR)      | Overstreet è deceduto il 24 maggio 1822. | Andrew R. Govan (DR)       | Insediato il 4 dicembre 1822  |
| 2° Maine                          | Ezekiel Whitman (F)        | Whitman si è dimesso il 1º giugno 1822 dopo essere stato nominato giudice nel Maine. | Mark Harris (DR)           | Insediato il 2 dicembre 1822  |
| At-large Indiana                  | William Hendricks (DR)     | Hendricks si è dimesso il 25 luglio 1822, dopo essere stato eletto governatore dell'Indiana. | Jonathan Jennings (DR)     | Insediato il 2 dicembre 1822  |
| 2° Virginia                       | Thomas Van Swearingen (F)  | Van Swearingen è deceduto il 19 agosto 1822. | James Stephenson (F)       | Insediato il 2 dicembre 1822  |
| At-large Territorio della Florida | Nuovo seggio               | Il Territorio della Florida è stato istituito il 30 marzo 1822. | Joseph M. Hernández        | Insediato il 3 gennaio 1823   |
| 7° Pennsylvania                   | Ludwig Worman (F)          | Worman è deceduto il 17 ottobre 1822. | Daniel Udree (DR)          | Insediato il 23 dicembre 1822 |
| 5° Maryland                       | Samuel Smith (DR)          | Smith si è dimesso il 17 dicembre 1822, dopo essere stato eletto senatore. | Isaac McKim (DR)           | Insediato l'8 gennaio 1823    |
| 22° Virginia                      | Hugh Nelson (DR)           | Nelson si è dimesso il 14 gennaio 1823, dopo essere stato nominato ambasciatore in Spagna. | Seggio vacante             |                               |

## Comitati
Qui di seguito si elencano i singoli comitati e i presidenti di ognuno (se disponibili).

### Senato
- Amendments to the Constitution (select committee)
- Audit and Control the Contingent Expenses of the Senate
- Claims
- Commerce and Manufactures
- Debt Imprisonment Abolition (select committee)
- District of Columbia
- Finance
- Foreign Relations
- Indian Affairs
- Judiciary
- Military Affairs
- Militia
- National Road from Cumberland to Wheeling (select committee)
- Naval Affairs
- Pensions
- Post Office and Post Roads
- Public Lands
- Roads and Canals (select committee)
- Tariff Regulation (select committee)
- Whole

### Camera dei rappresentanti
- Accountability of Public Moneys (select committee)
- Accounts
- Agriculture
- Arkansas Territorial Limits (select committee)
- Claims
- Commerce
- District of Columbia
- Elections
- Expenditures in the Navy Department
- Expenditures in the Post Office Department
- Expenditures in the State Department
- Expenditures in the Treasury Department
- Expenditures in the War Department
- Expenditures on Public Buildings
- Foreign Affairs
- Indian Affairs
- Manufactures
- Military Affairs
- Naval Affairs
- Pensions and Revolutionary War Claims
- Post Office and Post Roads
- Public Expenditures
- Public Lands
- Revisal and Unfinished Business
- Rules (select committee)
- Standards of Official Conduct
- Ways and Means
- Whole

### Comitati bicamerali (Joint)
- Enrolled Bills